# Clitel·lats
Els clitel·lats (Clitellata) són una classe d'anèl·lids caracteritzada per tenir un clitel, una zona glandular amb segments més inflats que la resta que forma un capoll reproductiu durant part del seu cicle vital. Es considera un grup monofilètic. Es coneixen unes 8.000 espècies.
Al contrari que la classe Polychaeta, el clitel·lats no tenen parapodis, tenen el cap menys desenvolupat, i les quetes, quan estan presents, són molt petites. La majoria viuen en la terra (èdafon), en aigua dolça i secundàriament els oceans.

## Reproducció
Tots els clitel·lats són hermafrodites.
Durant la reproducció, el clitel secreta una capa que s'endureix. El cuc diposita ja sia un zigot fertilitzat o dos òvuls i esperma en la capa que després s'empaqueta en un capoll. Els zigots no passen estadis larvaris, mecanisme que es considera una novetat evolutiva (apomorfia) en comparació amb els poliquets que produeixen larves trocòfores.

## Subclasses
La classe Clitellata inclou dues subclasses i set ordres:
Subclasse Hirudinea
- Infraclasse Acanthobdellidea
- Infraclasse Euhirudinea
  - Ordre Arhynchobdellida
  - Ordre Rhynchobdellida

Subclasse Oligochaeta
- Ordre Capilloventrida
- Ordre Crassiclitellata
- Ordre Enchytraeida
- Ordre Haplotaxida
- Ordre Lumbriculida